# Exoparyphus macilentus
Exoparyphus macilentus là một loài bọ cánh cứng trong họ Cerambycidae.